# Resolutie 1241 Veiligheidsraad Verenigde Naties
Resolutie 1241 van de Veiligheidsraad van de Verenigde Naties werd unaniem aangenomen op 19 mei 1999. De Veiligheidsraad ging akkoord om een rechter van het Rwandatribunaal zijn lopende zaken te laten afronden na de afloop van zijn ambtstermijn.

## Achtergrond
Toen Rwanda een Belgische kolonie was, werd de Tutsi-minderheid in het land verheven tot een elitie die de grote Hutu-minderheid wreed onderdrukte. Na de onafhankelijkheid werden de Tutsi verdreven en namen de Hutu de macht over. Het conflict bleef aanslepen, en in 1990 vielen Tutsi-milities verenigd als het FPR Rwanda binnen. Met westerse steun werden zij echter verdreven.
In Rwanda zelf werd de Hutu-bevolking opgehitst tegen de Tutsi. Dat leidde begin 1994 tot de Rwandese genocide. De UNAMIR-vredesmacht van de Verenigde Naties kon vanwege een te krap mandaat niet ingrijpen. Later dat jaar werd het Rwanda-tribunaal opgericht om de daders te vervolgen.

## Inhoud
De Veiligheidsraad steunde de aanbeveling van secretaris-generaal Kofi Annan om op vraag van voorzitter van het ICTR Laïty Kama rechter Lennart Aspegren de rechtszaken tegen Anderson Rutaganda en Alfred Musema te laten afronden. Het tribunaal wilde die zaken voor 31 januari 2000 afronden. Aspegren was in 1995 tot rechter verkozen. Zijn ambtstermijn liep tot 24 mei 1999. In 1998 werd hij niet meer genomineerd, en kon dus ook niet herkozen worden.

## Verwante resoluties
- Resolutie 1065 Veiligheidsraad Verenigde Naties (1998)
- Resolutie 1200 Veiligheidsraad Verenigde Naties (1998)
- Resolutie 1259 Veiligheidsraad Verenigde Naties
- Resolutie 1329 Veiligheidsraad Verenigde Naties (2000)

Lijst ·  1220 ·  1221 ·  1222 ·  1223 ·  1224 ·  1225 ·  1226 ·  1227 ·  1228 ·  1229 ·  1230 ·  1231 ·  1232 ·  1233 ·  1234 ·  1235 ·  1236 ·  1237 ·  1238 ·  1239 ·  1240 ·  1241 ·  1242 ·  1243 ·  1244 ·  1245 ·  1246 ·  1247 ·  1248 ·  1249 ·  1250 ·  1251 ·  1252 ·  1253 ·  1254 ·  1255 ·  1256 ·  1257 ·  1258 ·  1259 ·  1260 ·  1261 ·  1262 ·  1263 ·  1264 ·  1265 ·  1266 ·  1267 ·  1268 ·  1269 ·  1270 ·  1271 ·  1272 ·  1273 ·  1274 ·  1275 ·  1276 ·  1277 ·  1278 ·  1279 ·  1280 ·  1281 ·  1282 ·  1283 ·  1284